# Mojš
Mojš – wieś (obec) na Słowacji położona w kraju żylińskim, w okręgu Żylina. Pierwsze wzmianki o miejscowości pochodzą z roku 1419.
Według danych z dnia 31 grudnia 2010, wieś zamieszkiwało 655 osób, w tym 324 kobiety i 331 mężczyzn.
W 2001 roku rozkład populacji względem narodowości i przynależności etnicznej wyglądał następująco:
- Słowacy – 99,79%
- Czesi – 0,21%